# 1502

## Събития
- Започва строежът на Крепостта Осама в гр. Санто Доминго, Доминиканската република.
- Основан е град Дахла, Западна Сахара.
- Основан е университета в град Витенберг, днешна Саксония-Анхалт, Германия.
- Основано е кралското училище в Макълсфийлд, Англия.
- Потругалска експедиция на Васко да Гама открива Амирантските острови.
- Първите африкански роби откарани към Новия свят, пристигат на остров Испаньола (днешни Хаити и Доминиканска република).
- Умира ацтекския император Ахуицотъл. За нов император на Ацтекската империя е избран Монтесума II.
- 1 януари – Открит е заливът Гуанабара, Югоизточна Бразилия.
- 24 януари – Сключен е Мирен договор между Шотландия и Англия, съгласно условията на който английската принцеса Маргарет Тюдор е сгодена за шотландския крал Джеймс IV.
- 10 април – Йоахим I се жени за Елизабет Датска.
- 11 май – Христофор Колумб отплава от Кадис, Испания, предприемайки своята четвърта и последна експедиция към Новия свят.
- 22 май – Португалския мореплавател Жуау да Нова, със своята флотилия, открива острова Света Елена в Атлантическия океан.
- 14 август – Христофор Колумб със своята флотилия достига бреговете в района на днешния град Трухильо и нарича земята с името Хондурас.
- 31 декември – Чезаре Борджия окупира Урбино.

## Родени
- Алфонсо III д'Авалос, италиански аристократ († 1546 г.)
- Антъни Мария Закария, католически свещеник († 1539 г.)
- Бартел Беам, немски художник († 1540 г.)
- Бартоломео Венето, италиански художник († 1555 г.)
- Бернардино дела Кроче, италиански епископ († 1565 г.)
- Блейс де Монлюк, френски маршал († 1577 г.)
- Боромарача IV, аютски принц († 1533 г.)
- Гонсало Писаро, испански конкистадор († 1548 г.)
- Джанфранческо Гонзага, италиански военен деец († 1539 г.)
- Джироламо Сантакроче, италиански скулптор († 1537 г.)
- Джована Арагонска, италианска херцогиня († 1575 г.)
- Джовани Антонио де Нигрис, италиански юрист († 1570 г.)
- Джулио Кампи, италиански художник († 1572 г.)
- Ернандо Писаро, испански конкистадор († 1578 г.)
- Жан дьо ла Касиер, велик магистър – хоспиталиер († 1585)
- Леонардо от Пистоя, италиански художник († 1548 г.)
- Малинче, испанска преводачка († 1529 г.)
- Мигел Лопес Легаспи, испански конкистадор († 1572 г.)
- Неро Алберти от Сансеполкро, италиански дърворезбар († 1568 г.)
- Онорато Фаскители, италиански монах († 1564 г.)
- Педро Нунес, португалски математик († 1578 г.)
- Пиер Франческо Фосчи, италиански художник († 1567 г.)
- Пиетро Франческо Контарини, италиански патриарх († 1555 г.)
- Ренато ди Челант, италиански дипломат († 1565 г.)
- Сигизмундо II Малатеста, италиански кондотиер († 1555 г.)
- Франческо Мензочи, италиански художник († 1574 г.)
- Франческо Спиера, италиански юрист († 1548 г.)
- Хенри Пърси, английски благородник († 1537 г.)
- Хенрих Алдеграф, немски живописец († ок. 1560 г.)
- Якоб Баге, шветски адмирал († 1577 г.)
- Ян Мандейн, нидерландски художник († 1560 г.)
- 7 януари – Григорий XIII, римски папа († 1585 г.)
- 20 януари – Себастиан де Апарисио, римски папа († 1600 г.)
- 2 февруари – Дамян де Гоиш, испански философ († 1574 г.)
- март – Антонио Бернарди, италиански философ († 1565 г.)
- 4 март – Елизабет фон Хесен, саксонска херцогиня († 1557 г.)
- 9 март – Маргарита Антониази, италианска монахиня († 1565 г.)
- 18 март – Филибер Шалонски, френски благородник († 1530 г.)
- 20 март – Пиерино Бели, италиански юрист († 1575 г.)
- 2 април – Сузана Баварска, немска принцеса († 1543 г.)
- 10 април – Отхайнрих, немски благородник († 1559 г.)
- 25 април – Джордж Мейър, протестантски реформатор († 1574 г.)
- 6 юни – Жуау III, крал на Португалия († 1557 г.)
- 22 юни – Джироламо Реканати Каподиферо, италиански кардинал († 1559 г.)
- 27 юли – Франческо Кортезия, италиански композитор († 1571 г.)
- 14 август – Питър Кук ван Алст, фламандски художник († 1550 г.)
- 14 септември – Лудвиг II, баварски херцог († 1532 г.)
- 15 октомври – Джакомо Начианти, италиански теолог († 1569 г.)
- 6 декември – Анна фон Брауншвайг-Люнебург, немска принцеса († 1568 г.)

## Починали
- Анастасия фон Фраунберг, немска графиня (* ? г.)
- Андрей Палеолог, деспот на Деспотат Морея (* 1453 г.)
- Антонио Камели, италиански поет (* 1436 г.)
- Бартоломео дела Гата, италиански художник (* 1448 г.)
- Дерик Баегерт, немски художник (* 1440 г.)
- Джустина Рока, италианска юристка (* ? г.)
- Донато Боси, италиански скулптор (* 1436 г.)
- Матео Босо, италиански хуманист (* 1427 г.)
- Матео Цивитали, италиански скулптор (* 1436 г.)
- Николо ди Либераторе, италиански художник (* 1430 г.)
- Соги, японски поет (* 1421 г.)
- Уилям Корниш, английски композитор (* 1430 г.)
- 18 февруари – Ядвига Ягелонка, полска принцеса (* 1457 г.)
- март – Франческо Лаурана, италиански скулптор (* 1430 г.)
- 2 април – Артур, принц на Уелс, син на Хенри VII (* 1486 г.)
- 20 април – Мария от Лоон-Хайнсберг, немска графиня (* 1424 г.)
- 14 март – Феликс Фабер, доменикански монах (* 1441 г.)
- 4 май – Бертхолд II фон Ландсберг, немски свещеник (* ок. 1464 г.)
- 6 май – Джеймс Тирел, английски рицар (* ок. 1455 г.)
- 9 юни – Астор III Манфреди, италиански лорд (* 1485 г.)
- 11 юли – Францеско де Бобадила, испански конкистадор (* ? г.)
- 20 юли – Джовани Бастиста Ферари, италиански кардинал (* 1450 г.)
- 2 септември – Ахуицотъл, император на Ацтекската империя (* 1486 г.)
- 2 ноември – Антонио Бенивиени, италиански лекар (* 1443 г.)
- 13 ноември – Анио де Витербо, италиански свещеник (* ок. 1432 г.)
- 31 декември – Вителозо Вители, италиански кондотиер (* 1458 г.)
- 31 декември – Оливерото де ли Ауфредучо от Фермо, италиански кондотиер (* 1473 г.)